# Леонтьев, Пётр Михайлович
Пётр Михайлович Леонтьев (29 октября 1912, Игомель, Санкт-Петербургская губерния — 6 декабря 1943, Клинцовский район, Орловская область) — майор Рабоче-крестьянской Красной Армии, участник советско-финской и Великой Отечественной войн, Герой Советского Союза (1940).

## Биография
Родился 29 октября 1912 года в деревне Игомель (ныне — Плюсский район Псковской области). Окончил четыре класса школы. В июле 1938 года Леонтьев был призван на службу в Рабоче-крестьянскую Красную Армию. Участвовал в боях советско-финской войны, будучи помощником командира огневого взвода 5-й батареи 2-го дивизиона 21-го корпусного тяжёлого артиллерийского полка 50-го стрелкового корпуса 7-й армии Северо-Западного фронта.
25 января 1940 года Леонтьев во главе расчёта одной из гаубиц взвода выдвинулся вперёд на открытую позицию и, несмотря на массированный финский огонь, разрушил вражеский дот ДС № 0031. 10 февраля 1940 года Леонтьев участвовал в разрушении ещё одного финского дота ДС № 0035.
Указом Президиума Верховного Совета СССР от 21 марта 1940 года за «образцовое выполнение боевых заданий командования на фронте борьбы с финской белогвардейщиной и проявленные при этом отвагу и геройство» младший командир Пётр Леонтьев был удостоен высокого звания Героя Советского Союза с вручением ордена Ленина и медали «Золотая Звезда» за номером 451.
В 1941 году Леонтьев окончил Ленинградское артиллерийское училище. Участвовал в боях Великой Отечественной войны заместителем командира дивизиона 1156 пушечного артиллерийского полка, с июня 1943 — командиром дивизиона, заместителем командира и командиром 210 гвардейского минометного полка. Был тяжело ранен в бою 20 ноября 1943 года; от осложнений ранения (перитонита) умер 6 декабря 1943 года в эвакогоспитале № 1880. Похоронен на площади Щорса в городе Клинцы Брянской области, перезахоронен в 1955 на городском кладбище города Клинцы на созданном Мемориале.
Был также награждён двумя орденами Отечественной войны 1-й степени, орденом Красной Звезды и рядом медалей.